# Pōtatau Te Wherowhero
Pōtatau Te Wherowhero [Potatau Te Ferofero] (oko 1770./1800. – 25. lipnja 1860.) bio je prvi kralj Maora na Novom Zelandu, velik ratnik i osnivač kraljevske dinastije Te Wherowhero. Znan je i kao Pōtatau I.

## Biografija
Pōtatau je bio sin poglavice Tea Rauangaange i njegove supruge Parengaope te potomak poglavice Tea Putua.
Rođen je kao Te Wherowhero na kraju 18. stoljeća. Njegov je otac bio veliki ratnički poglavica.
Odrastao je u doba kad je vladao mir na rijeci Waikato.
Njegove su žene bile Whakaawi, Raharaha, Waiata i Ngawaero, a prva je bila kraljica. Ona mu je rodila nasljednika Tāwhiaa, a možda i princezu Te Paeu Tiaho, koja je zvana Sofija.
Premda se Pōtatau obratio na kršćanstvo, nikad nije kršten.
Bio je ljubazan prema došljacima te se njegova kći, princeza Tiria, udala za trgovca Johna Rodolphusa Kenta (umro 1837.).
Godine 1849. potpisan je ugovor između Pōtataua i Georgea Greya, koji je bio pisac i vojnik.
Te Wherowhero je 1857. proglašen kraljem, a umro je 25. lipnja 1860. u Ngaruawahiji. Pokopan je na planini Taupiri.

## Vanjske poveznice
- [neaktivna poveznica]